# District de Zvishavane
Le district de Zvishavane est une subdivision administrative de second ordre de la province des Midlands au Zimbabwe. Son centre administratif est Zvishavane.
L'importante mine de platine de Mimosa se trouve dans l'ouest du district, à 32 km de Zvishavane.